# Diyar Bakr

Mapa de Jazira (Alta Mesopotamia), con sus provincias en época medieval

Diyar Bakr (en árabe: ديار بكر‎, romanizado: Diyār Bakr, lit. 'territorio de Bakr') es el nombre medieval de la más norteña de las tres provincias en que se dividía Yazira (Mesopotamia Superior), siendo las otras Diyar Mudar y Diyar Rabi'a. Según el geógrafo medieval al-Baladhuri, las tres provincias fueron nombradas en honor a las principales tribus árabes asentadas allí por Mu'awiyah durante la conquista musulmana de la región en el siglo VII. Diyar Bakr fue poblada por un subgrupo de los Rabi'a llamado Banu Bakr, por lo que a veces se agrupan ambas provincias como "Diyar Rabi'a". En el uso turco posterior, "Diyar Bakr" se usaba sólo para la porción occidental de la antigua provincia alrededor de Amida, lo que llevó al cambio de topónimo para la ciudad al actual Diyarbakır turco.
Diyar Bakr abarca la región en ambas riberas del curso superior del río Tigris, desde sus fuentes hasta aproximadamente donde vira de una dirección oeste-este hacia el sudeste. Su principal ciudad era Amida (Amid en árabe) con Mayyafariqin, Hisn Kaifa y Arzan como otras localidades relevantes. Geográfica y políticamente, a comienzos del dominio islámico Diyar Bakr era normalmente considerada parte de Yazira, pero a veces era unida a la provincia de Armenia que se ubicaba al norte. 
A finales del siglo IX la provincia estaba controlada por una dinastía autónoma fundada por Isa ibn al-Shaykh al-Shaybani y a mediados del siglo X la región pasó a manos de los hamdánidas, entre disputas con los búyidas (978–983) y los marwánidas. El emirato marwánida gobernó la región durante casi un siglo antes de ser anexionado por el imperio selyúcida en 1084–1085. Siguiendo el desmoronamiento selyúcida tras la muerte de Malik-Shah I en 1092, se establecieron una serie de pequeños emiratos a lo largo de la región, con los artúquidas de Mardin siendo los principales. A finales del siglo XII la provincia terminó bajo control ayubí y a mediados del siglo XIII fue dividida entre los ayubís en el este y los selyúcidas del Rum en la porción occidental alrededor de Amida. Alrededor de 1260, la región fue conquistada por los mongoles, que dejaron a los gobernantes locales continuar ejerciendo el poder como sus vasallos. En el siglo XIV, la región fue conquistada por los Ak Koyunlu, en pugna con los Kara Koyunlu y los últimos príncipes ayubís. A comienzos del siglo XVI fue ocupada brevemente por los safávidas antes de caer bajo control otomano en 1516.